# Alagoinha do Piauí
Pour les articles homonymes, voir Alagoinha.
Alagoinha do Piauí est une municipalité brésilienne située dans l'État du Piauí.